# Grenväg

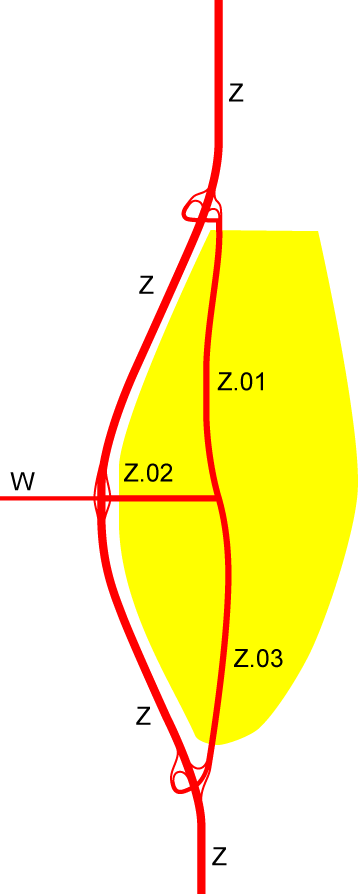
Exempel på grenvägsmönster där stor väg passerar stad.

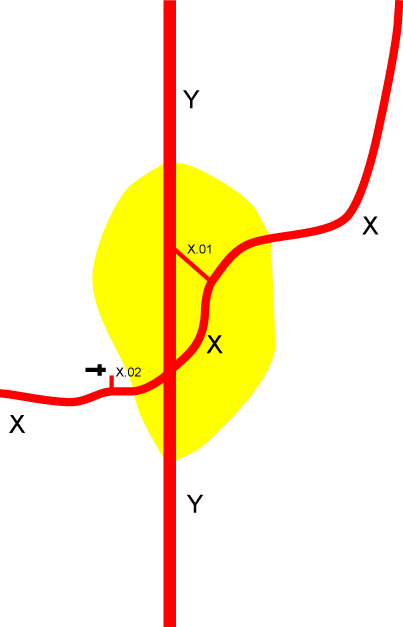
Ytterligare grenvägsexempel: väg till alternativ korsning och väg till kyrka.

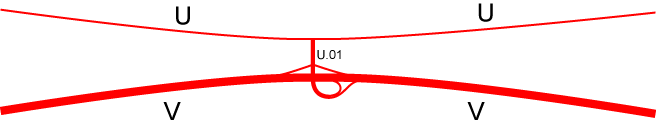
Förbindelseväg

Grenvägar är vägar som fungerar som anslutningsvägar till större vägar i ett vägnät.

## Sverige
I Sverige är grenvägar en benämning som används om vissa kortare vägar i det allmänna vägnätet. De är vägar som fungerar som sidogrenar till europa-, riks- eller länsvägar. 
Oftast finns de i anslutning till tätorter där "huvudvägen" dragits utanför. Grenvägsnummer har då givits åt de vägar som fungerar som huvudvägens "armar" in i tätorten, om dessa inte fungerar som bärare av något annat vägnummer som motsvarar deras betydelse. Dessa grenvägars nummer bygger på huvudvägens och har dennas nummer följt av en punkt och två siffror, till exempel "E4.04". Sådana nummer skyltas aldrig, utan är rent administrativa, utom vid vissa undantag då de skyltas som huvudvägens nummer, t.ex. E10.01 utanför Gällivare som skyltas E10.
Om en väg mynnar ut på eller korsar en annan väg i en tätort (ibland även på landsbygden), och det i det allmänna vägnätet finns en förbindelse mellan dem nära korsningen, kan denna förbindelse ha ett grenvägsnummer "X.01" (där X är ena vägens nummer). Den kan fungera som en genväg för vissa trafikanter som skall byta mellan de båda huvudvägarna.
Andra grenvägar är korta stumpar från huvudvägar till kyrkobyggnader och järnvägsstationer i deras närhet. Då är det vanligare att de bara kallas "väg" av myndigheterna. Det tycks variera en aning mellan olika län huruvida dessa oftast har grenvägsnummer eller, trots sin korthet, egna länsvägsnummer. De är aldrig grenvägar om vägen de utgår från har "för hög status", det vill säga så att de skulle bli delar av riksvägsvägnätet.
Ytterligare vägar med denna typ av numrering brukar inte benämnas grenväg utan förbindelseväg i myndighetsdokument som länsstyrelsernas vägkungörelser. Dessa kan finnas såväl på landsbygd som i tätort och är korta förbindelser mellan en stor väg och en nära passerande parallellväg, som ofta är den stora vägens föregångare på dess sträcka. Dessa vägar kan många gånger ha byggts för att man velat ha en förbindelse mellan den stora vägen och parallellvägen men inte haft någon befintlig korsande väg att utnyttja på önskad plats. Ibland kan de vara mycket korta (ett par hundra meter) och i praktiken fungera som en del av en trafikplats eller som en rondells utsträckta arm. Sådana här vägar brukar ha nummer som bygger på den mindre vägens, vilken vanligen brukar vara övrig länsväg.
Grenvägar av riksvägar och länsvägar har samma "status" som sin "moderväg". Grenvägar av europavägar, däremot, har "bara" riksvägsstatus.
Det är inte känt om "grenvägar" eller "förbindelsevägar" är en officiell term, eftersom Vägverket föredrar att kalla dem bara väg.
Skillnaden mot sekundära och tertiära länsvägar, som inte heller skyltas med nummer, är för riksvägs- och europavägsgrenvägar främst budget- och planeringsmässig. Man vill helt enkelt ta med vissa sidovägar i riksvägsbudgeten, även om de inte har egna skyltade nummer. Om de skulle räknas som länsväg skulle de kunna sluka hela länsbudgetar för utbyggnad eftersom de ofta är hårt trafikerade och ibland till och med är motorvägar.
De längsta grenvägarna är E6.20 (36 km) och E6.01 (12 km).

## Norge
Även i Norge finns exempel där en huvudväg kan ha sidogrenar som i viss mån anses tillhöra huvudvägen. De kan vara en parallellväg till huvudvägen, som ofta tidigare varit huvudvägen, och kallas då ofta sidetrasé. Eller så kan de vara en väg från huvudvägen till en betydelsefull plats nära vägen (exempelvis järnvägsstationer, flygplatser och hamnar) och kallas då ofta arm. De kan ibland skyltas med huvudvägens nummer, men skyltas ofta inte.
Till exempel går E6 i en förbifart genom Trondheim, och så finns en sidogren av E6 genom centrum. Sträckan Hønefoss-Sandvika anses sedan 2012 vara en 46 km lång arm av E16, sedan E16 ändrats till att passera norr om Oslo till svenska gränsen.

## Lista över större grenvägar i Sverige
| E4.01  | Jönköping: tpl A6 (E4)-Odengatan-Munksjöleden-Barnarpsgatan-Jordbrovägen-tpl Ljungarum (E4, 40). (kommunal väg)                                                          |
| E4.03  | Mjölby: tpl Mjölby Östra (E4)-Linköpingsvägen-Kungsvägen (t. Smålandsvägen)                                                                                              |
| E4.04  | Linköping: tpl Linköping västra (E4)-Malmslättsvägen-Tpl Ryd (34)-Malmslättsvägen-Storgatan-Drottninggatan (t. Sankt Larsgatan)                                          |
| E4.05  | Linköping: tpl Linköping norra (E4)-Bergsvägen-Västra vägen (t. Malmslättsvägen/E4.04)                                                                                   |
| E4.06  | Norrköping: tpl Norrköping södra (E4)-Tpl Kneippen-Linköpingsvägen-S Promenaden (t. Östra Promenaden/Söderköpingsvägen)                                                  |
| E4.07  | Norrköping: tpl Beckershov-N Promenaden (t. Ståthögavägen/Packhusgatan)                                                                                                  |
| E4.08  | Norrköping: tpl Herstaberg (E4)-Sandbyhovsrondellen-Ståthögavägen (t. N Promenaden)                                                                                      |
| E4.09  | Norrköping: tpl Kneippen-tpl Beckershov-Sandbyhovsrondellen |
| E4.09  | Nyköping: Rv 53-Västerleden-Järnvägsgatan-Hamnvägen-Lennings väg-Tpl Påljungshage (E4)                                                                                   |
| E4.10  | Uppsala: E4-Kungsängsleden-Kungsgatan |
| E4.15  | Luleå: Tpl Notviken (E4) - Bodenvägen - Centrum |
| E4.17  | Värnamo: tpl Värnamo norra (E4, 127)-Nydalavägen-Länsväg 151. (kommunal väg)                                                                                             |
| E4.19  | Södertälje: tpl Moraberg (E4)-Södertälje centrum |
| E4.20  | Uppsala, ej kvar |
| E4.21  | Linköping: tpl Linköping östra (E4)-Mörtlösarondellen-Norrköpingsvägen-Kallerstadsrondellen (35)-Norrköpingsvägen-Nya Tanneforsvägen-Drottninggatan (t. Sankt Larsgatan) |
| E4.22  | Nyköping: Riksväg 53 – Repslagaregatan - Östra Rundgatan -E4.09 |
| E4.23  | Helsingborg: tpl Kropp (E4, E6)-Ängelholmsleden-Hälsovägen |
| E4.25  | Stockholm: tpl Karlberg (E4)-Klarastrandsleden-Centralbron-Söderledstunneln-tpl Johanneshov (73)                                                                         |
| E4.26  | Stockholm: tpl Haga södra (E4)-tpl Norrtull (E20) |
| E4.27  | Gävle, ej kvar |
| E4.30  | Hudiksvall: E4 - Björnmyravägen - Bergsjövägen |
| E4.31  | Nyköping: Tpl Bergshammar - Bergshammar |
| E4.65  | tpl Arlanda (E4)-Arlanda flygplats. |
|        | |
| E6.01  | Malmö: tpl Alnarp (E6 E20) - Västkustvägen - Inre Ringvägen - Tpl Petersborg                                                                                             |
| E6.02  | Lund: (E6 E20) - Norra Ringen - E22 |
| E6.04  | Halmstad: Tpl Halmstad Syd (E6 E20, 117) - Laholmsvägen -Slottsbron - Rondellen                                                                                          |
| E6.05  | Halmstad: Tpl Halmstad Östra (E6 E20, 25) - Växjövägen - Laholmsvägen - Enslövsvägen                                                                                     |
| E6.06  | Halmstad: Tpl Halmstad Nord (E6 E20, 26) - Norra infartsleden - Timmermansleden - Rondellen                                                                              |
| E6.11  | Före detta E6.11, numera E4 i Helsingborg: Malmöleden |
| E6.14  | Kungsbacka: Tpl Kungsbacka Syd (E6 E20) - Onsalavägen- Kungsgatan - Storgatan                                                                                            |
| E6.15  | Kungsbacka: Tpl Kungsbacka Nord (E6 E20) - Arendalsleden - Göteborgsvägen - Storgatan                                                                                    |
| E6.20  | Göteborg: Åbromotet (E6 E20)-Frölunda torg-Älvsborgsbron-Säve-Angeredsbron-Agnesberg (E45)                                                                               |
| E6.21  | Göteborg: Ånäsmotet (E20)-Partihallsförbindelsen-Marieholmstunneln-Lundbytunneln-Bräckemotet (E6.20, 155)                                                                |
| E6.22  | Göteborg: Ytterhamnsmotet (155) - Volvomotet (E6.20) (Halvors länk) |
|        | |
| E10.01 | Gällivare: Linkanjänkkä (E10) - Gällivare centrum (E45) |
|        | |
| E18.10 | Enköping: Tpl Annelund (E18) - Stockholmsvägen |
| E18.11 | Enköping: Rv 55 - Dr. Westerlunds gata |
| E18.12 | Enköping: E18/Rv 70 - Salavägen |
| E18.20 | Stockholm: tpl Bergshamra (E18) - Roslagstull (E20) |
|        | |
| E20.01 | Skara: Skaraborgsgatan från Tpl Vilan (E20) till G.Wennerbergsgatan |
| E20.02 | Mariestad: Tpl Haggården (E20, 26)- Mariestads centrum |
| E20.03 | Mariestad: Tpl Ullervad (E20, 201) - Mariestads centrum, längs Sandbäcksvägen                                                                                            |
| E20.04 | Mariestad: Tpl Brodderud (E20, 202) - Mariestads centrum, längs Stockholmsvägen                                                                                          |
| E20.05 | Örebro: Tpl Aspholmen/Bista (E20) - längs Södra Infartsleden - Centrum - längs Östra Bangatan - Tpl Norrplan E18/E20/50                                                  |
| E20.06 | Örebro: Ej kvar längre |
| E20.07 | Strängnäs: Ej kvar längre |
| E20.08 | Södertälje: tpl Saltskog V (E20)-Södertälje centrum |
| E20.09 | Södertälje: tpl Vasa (E20)-Södertälje centrum |
| E20.10 | Göteborg: Ej kvar längre, var Partihallsförbindelsen mellan E45 och E20 som nu heter E6.21                                                                               |
|        | |
| E22.01 | Sölvesborg: Tpl Sölvesborg väst (E22)- Kämpaslätten |
| E22.02 | Karlshamn: Tpl Karlshamn norr (E22)-Karlshamns centrum |
| E22.03 | Karlshamn: Karlshamns centrum - tpl Karlshamn öst (E22) |
| E22.04 | Ronneby: Tpl Ronneby väst (E22) - Ronneby centrum. |
| E22.05 | Ronneby: Tpl Ronneby öst (E22) - Ronneby centrum |
| E22.06 | Karlskrona: Tpl Karlskrona väst (E22)-tpl Oskarsvärn (28) |
| E22.07 | Oskarshamn: Tpl Oskarshamn C - Oskarshamns centrum |
| E22.08 | Västervik: Tpl Västervik - Västerviks centrum |
| E22.09 | Kalmar: Tpl Kalmar C - Kalmar centrum |
| E22.10 | Arlöv: Tpl Kronetorp - Malmö |
|        | |
| E45.01 | Göteborg: Rödastensmotet (E6.20) – Fiskhamnsmotet (E45) |
| E65.01 | Malmö: Tpl Hindby (E6.01) – Trafikplats Fredriksberg (E6/E20/E22) |
|        | |
| 25.03  | Nybro: Riksväg 25 - Nybro centrum |
| 25.04  | Nybro: Riksväg 25 - Nybro centrum |
| 31.02  | Stensjön: mellan tpl Stensjön (väg 31) och 128 |
| 31.02  | Nybro: Riksväg 31 - Nybro centrum (t. 25.03, 25.04) |
| 32.01  | Mjölby: 32-Smålandsvägen-Kungsvägen (t. E4.03) |
| 32.02  | Mjölby: Cirkulationsplats rv. 32 - Svarvargatan (t. Smålandsvägen) |
| 32.03  | Mjölby: 32 - Kungsvägen - Hulje - Smålandsvägen (t.32.01) |
| 34.01  | Hultsfred: Riksväg 34 - Hultsfreds centrum (Oskarsgatan) |
| 34.02  | Ålem (E22, 34) - Mönsterås |
| 40.01  | Ulricehamn: Tpl Svensholm (40, 46) - Ulricehamn |
| 42.01  | Borås: väg 180 - väg 42 (följer Norrby Långgata) |
| 44.03  | Lidköping: Ågårdsrondellen (44) - Esplanaden |
| 44.04  | Lidköping: Kartåsrondellen (44, 184) - Wennerbergsvägen |
| 44.05  | Lidköping: Kartåsen N (44) - Esplanaden |
| 51.01  | Örebro - Almbro (vid rv 51) |
| 51.01  | Norrköping: Cirkulationsplats Eckersberg (51) - Tpl Beckershov |
| 52.01  | Katrineholm: Ej kvar längre |
| 55.01  | Uppsala |
| 70.01  | Hedemora: tpl Brunna (70, 270) - Hedemora centrum |
| 70.02  | Hedemora: Gussarvet (70, 270) - Hedemora centrum |
| 70.03  | Hedemora: Tviksta (70, 266) - Hedemora |
| 70.04  | Mora: 70-Badstugatan-Kaplansgatan-45 |
| 80.01  | Sandviken |
| 83.01  | Ånge: Hallsta (83) - Granboda (E14) |
| 184.01 | Skara: Skaraborgsgatan, mellan Lv 184 och G.Wennerbergsgatan |

Källa: